# Lidija Nowikowa

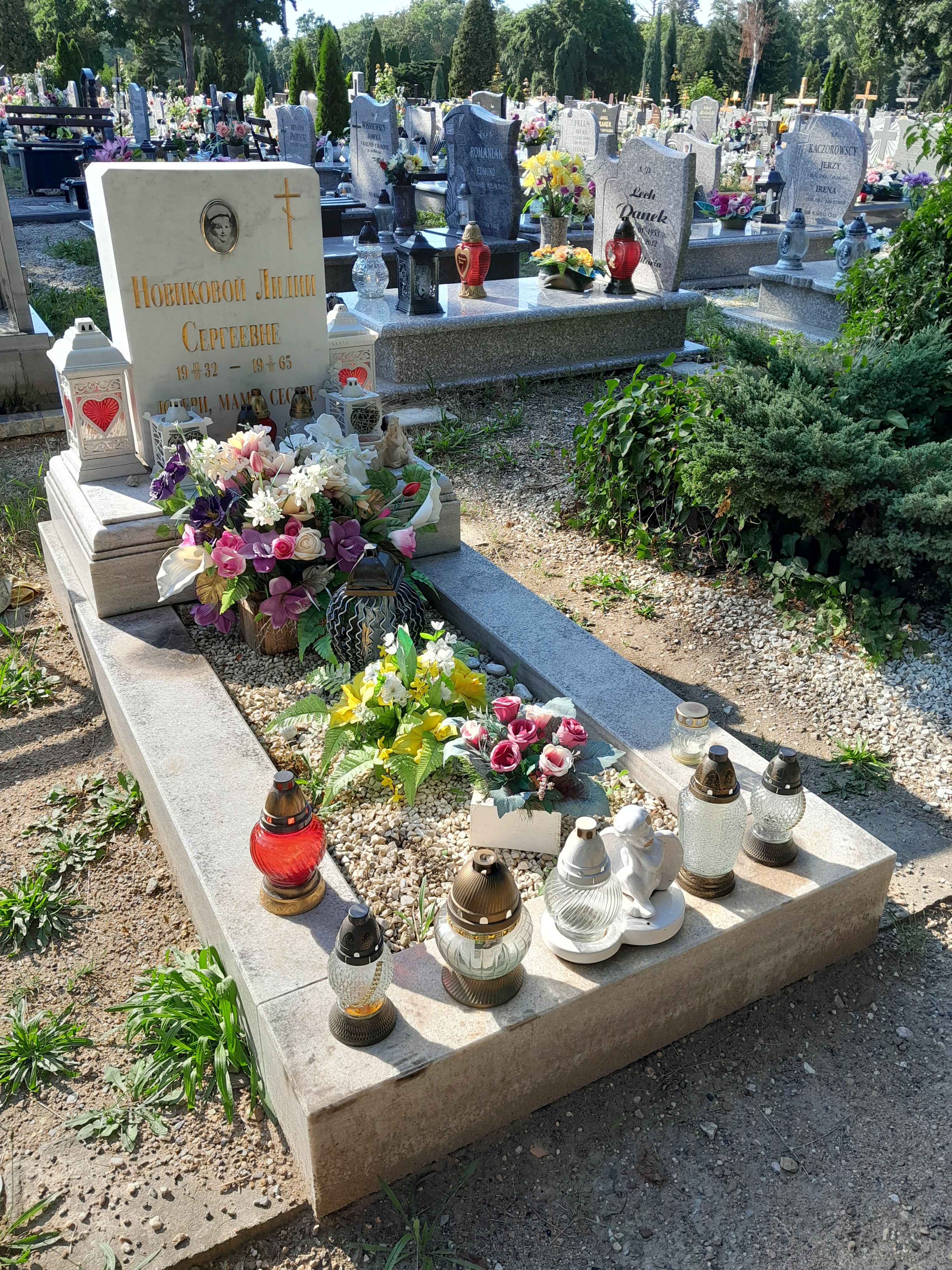
Grób Lidii Nowikowej na Cmentarzu Komunalnym w Legnicy (2022)

Lidija Siergiejewna Nowikowa (ros. Лидия Сергеевна Новикова, ur. 10 października 1932, zm. 8 października 1965 w Legnicy) – Białorusinka, żona oficera Armii Radzieckiej, pierwowzór postaci Wiery Swietłowej z filmu Mała Moskwa.

## Życiorys
Była żoną sowieckiego oficera, który pełnił służbę w dowództwie Północnej Grupy Wojsk w Legnicy. Tam nawiązała romans z polskim sierżantem artylerii Edwardem Joncą.
Po tym, jak o sprawie dowiedziało się KGB, rodzinie Nowikowów nakazano opuścić Polskę i wrócić do Związku Radzieckiego. Jednak przed wyjazdem ciało Nowikowej zostało znalezione wiszące na drzewie w Lasku Złotoryjskim. Kobieta została pochowana w sowieckiej części legnickiego cmentarza komunalnego.
Edward Jonca rozwiódł się później z żoną i przeniósł do służby we Wrocławiu, z której odszedł w 1970 roku. Jego dalsze losy są nieznane.

## Pamięć
W Legnicy Lidija Nowikowa otrzymała przydomek „legnickiej Julii”. Historia jej romansu z Polakiem stała się kanwą filmu fabularnego Mała Moskwa z 2008 roku (reż. Waldemar Krzystek).
Po przeniesieniu cywilnych pochówków Rosjan z sowieckiej części cmentarza legnickiego do wspólnego grobu (z powodu odmowy przeznaczenia funduszy na utrzymanie tego miejsca przez stronę rosyjską) grób Lidii Nowikowej pozostał jedynym zachowanym na tym obszarze i został wpisany do ewidencji. Obecnie grób znajduje się w kwaterze 4C.
Po 2012 roku w Legnicy kilkakrotnie odbył się Festiwal Romansu Polsko-Rosyjskiego im. Lidii Nowikowej. Wydarzenie zawsze rozpoczyna się ceremonią złożenia kwiatów przy grobie kobiety.